# Nati nel 1955/Giugno
| Questa pagina contiene informazioni ricavate automaticamente dalle voci biografiche con l'ausilio del template Bio e di un bot. L'aggiornamento è periodico e automatico e ricostruisce completamente la pagina. Se manca una persona in questa lista, sei pregato di non aggiungerla, ma accertati piuttosto che la sua voce biografica contenga il template Bio e che i dati anagrafici siano correttamente compilati. Se il template Bio manca, inseriscilo tu stesso o, in alternativa, metti l'avviso {{tmp\|Bio}} che ne segnala la mancanza. Se i dati riportati sono sbagliati, correggi direttamente la voce biografica; le modifiche saranno visibili in questa lista entro pochi giorni. Per chiarimenti vedi il progetto biografie. La lista contiene solo le 235 persone che sono citate nell'enciclopedia e per le quali è stato implementato correttamente il template Bio. Pagina aggiornata al 10 ago 2025. |

- 1º giugno - Chiyonofuji Mitsugu, lottatore di sumo giapponese († 2016)
- 1º giugno - Alejandro Moral Antón, religioso e presbitero spagnolo
- 1º giugno - Suresh Angadi, politico indiano († 2020)
- 1º giugno - Annabel Jankel, regista britannica
- 1º giugno - Anna La Rosa, giornalista e conduttrice televisiva italiana
- 1º giugno - Dietmar Millonig, ex mezzofondista austriaco
- 1º giugno - Lorraine Moller, ex maratoneta e mezzofondista neozelandese
- 1º giugno - Carlo Muraro, ex calciatore e allenatore di calcio italiano
- 1º giugno - Sepp Oberfrank, ex sciatore alpino italiano
- 1º giugno - Sandro Onofri, scrittore italiano († 1999)
- 1º giugno - Giuseppe Puca, mafioso italiano († 1989)
- 1º giugno - Dušan Savić, ex calciatore jugoslavo
- 1º giugno - David Schultz, ex wrestler e cacciatore di taglie statunitense
- 1º giugno - Evgenija Simonova, attrice sovietica
- 1º giugno - Tony Snow, politico, giornalista e conduttore radiofonico statunitense († 2008)
- 2 giugno - Dana Carvey, attore, comico e imitatore statunitense
- 2 giugno - Michel Dalberto, pianista francese
- 2 giugno - Antonio Ereditato, fisico italiano
- 2 giugno - Aleksandr Perov, ex pistard russo
- 2 giugno - Alfredo Savoldi, dirigente sportivo e ex calciatore italiano
- 2 giugno - Micki Steele, bassista, chitarrista e cantante statunitense
- 2 giugno - Alessio Zaccaria, giurista italiano († 2025)
- 2 giugno - Aleksandr Zav'jalov, dirigente sportivo e ex fondista russo
- 3 giugno - Assia Ahhatt, cantante e violinista ucraina
- 3 giugno - Paul Stagg Coakley, arcivescovo cattolico statunitense
- 3 giugno - Alberto Fortis, cantautore, scrittore e poeta italiano
- 3 giugno - Phil Nibbelink, animatore, regista e fumettista statunitense
- 3 giugno - Minoru Sano, ex pattinatore artistico su ghiaccio giapponese
- 3 giugno - Maurizio Serra, diplomatico e scrittore italiano
- 3 giugno - Barbara Walsh, attrice e cantante statunitense
- 4 giugno - Orlando Bianchini, ex martellista italiano
- 4 giugno - Paulina Chiziane, scrittrice mozambicana
- 4 giugno - Pasquale Iachini, allenatore di calcio e ex calciatore italiano
- 4 giugno - Antje Jackelén, arcivescova luterana svedese
- 4 giugno - Val McDermid, scrittrice britannica
- 4 giugno - Paul Stewart, scrittore britannico
- 4 giugno - Mary Testa, attrice e cantante statunitense
- 4 giugno - Butch Walts, ex tennista statunitense
- 4 giugno - Oscar Roberto de Godói, ex arbitro di calcio brasiliano
- 5 giugno - Claudio Dentes, chitarrista, arrangiatore e produttore discografico italiano
- 5 giugno - Edinho, allenatore di calcio e ex calciatore brasiliano
- 5 giugno - Aldo Ermano, ex cestista italiano
- 5 giugno - José França, dirigente sportivo, allenatore di calcio e ex calciatore brasiliano
- 5 giugno - Salvo Fundarotto, fotoreporter italiano († 2011)
- 5 giugno - Régis Jauffret, scrittore e drammaturgo francese
- 5 giugno - Leonardo Martinello, ex politico italiano
- 5 giugno - Billy McKinney, ex cestista, allenatore di pallacanestro e dirigente sportivo statunitense
- 5 giugno - Polo Montañez, cantante cubano († 2002)
- 5 giugno - Roberto Mura, politico italiano
- 5 giugno - Hervé This, chimico francese
- 6 giugno - Mario Beretta, ex cestista italiano
- 6 giugno - Maurizio Beretta, giornalista, dirigente d'azienda e dirigente sportivo italiano
- 6 giugno - Sandra Bernhard, attrice, cantante e scrittrice statunitense
- 6 giugno - Maurizio Cattoi, politico italiano
- 6 giugno - Mattias Mainiero, giornalista italiano
- 6 giugno - Franco Paleari, allenatore di calcio e ex calciatore italiano
- 6 giugno - Antonio Panzeri, sindacalista e politico italiano
- 6 giugno - Germana Pasquero, attrice, imitatrice e doppiatrice italiana
- 6 giugno - Sam Simon, sceneggiatore e produttore televisivo statunitense († 2015)
- 6 giugno - Lee Smolin, fisico statunitense
- 7 giugno - Eduardo de la Peña, ex calciatore uruguaiano
- 7 giugno - William Forsythe, attore statunitense
- 7 giugno - Gitti Hauser, ex sciatrice alpina austriaca
- 7 giugno - Bill Koch, ex fondista statunitense
- 7 giugno - Ion Munteanu, calciatore romeno († 2006)
- 7 giugno - Mark Reale, chitarrista statunitense († 2012)
- 7 giugno - Tim Richmond, pilota automobilistico statunitense († 1989)
- 7 giugno - Maria Michela Sassi, storica della filosofia italiana
- 7 giugno - Elena Sipatova, ex mezzofondista russa
- 8 giugno - Tim Berners-Lee, informatico britannico
- 8 giugno - Robert Boggi, arbitro di calcio italiano († 2022)
- 8 giugno - José Antonio Camacho, ex calciatore e allenatore di calcio spagnolo
- 8 giugno - Carlo Di Giusto, allenatore di pallacanestro, ex cestista e atleta paralimpico italiano
- 8 giugno - Griffin Dunne, attore e regista statunitense
- 8 giugno - Paolo Gatti, musicista italiano
- 8 giugno - Shūsuke Kaneko, regista e sceneggiatore giapponese
- 8 giugno - Džemal Mustedanagić, allenatore di calcio e calciatore bosniaco
- 8 giugno - Isabella Pasanisi, doppiatrice e direttrice del doppiaggio italiana
- 9 giugno - Franco Fasoli, calciatore italiano († 2023)
- 9 giugno - Betty Pedrazzi, attrice italiana
- 9 giugno - Johann Pregesbauer, ex calciatore austriaco
- 9 giugno - Carlos Manuel Urzúa Macías, politico e economista messicano († 2024)
- 10 giugno - Dorji Wangmo Wangchuck, scrittrice bhutanese
- 10 giugno - Stano Kropilák, cestista cecoslovacco († 2022)
- 10 giugno - Arsenije Pešić, ex cestista jugoslavo
- 10 giugno - Annette Schavan, politica tedesca
- 10 giugno - Ruggero Sintoni, produttore teatrale e produttore cinematografico italiano
- 10 giugno - Francesco Stagno d'Alcontres, politico italiano
- 10 giugno - Andrew Stevens, produttore cinematografico, regista e attore statunitense
- 11 giugno - Richard A. Burridge, presbitero, teologo e biblista britannico
- 11 giugno - Enzo Gentile, giornalista, scrittore e critico musicale italiano
- 11 giugno - Sebastiano Nata, scrittore italiano
- 11 giugno - Meir Porush, politico israeliano
- 11 giugno - Jurij Sedych, martellista ucraino († 2021)
- 11 giugno - Amilcare Sgalbazzi, ex ciclista su strada italiano
- 11 giugno - Luigi Sintoni, ex pesista italiano
- 12 giugno - Georges Bach, politico lussemburghese
- 12 giugno - Guy Lacombe, allenatore di calcio e ex calciatore francese
- 12 giugno - William Langewiesche, giornalista, saggista e antropologo statunitense († 2025)
- 12 giugno - Charles C. Mann, giornalista e saggista statunitense
- 13 giugno - Ewine van Dishoeck, astronoma e chimica olandese
- 13 giugno - Alan Hansen, ex calciatore e giornalista scozzese
- 13 giugno - Matthias Trübner, ex bobbista tedesco
- 13 giugno - Gerard Johannes Nicolaus de Korte, vescovo cattolico olandese
- 14 giugno - Víctor Manuel Castro Cosío, politico messicano
- 14 giugno - Vince Evans, ex giocatore di football americano statunitense
- 14 giugno - Massimo Introvigne, sociologo e saggista italiano
- 14 giugno - Kirron Kher, attrice indiana
- 14 giugno - Aleksandr Novikov, ex calciatore sovietico
- 14 giugno - Paul O'Grady, showman, comico e attore britannico († 2023)
- 14 giugno - Trish Roberts, ex cestista e allenatrice di pallacanestro statunitense
- 14 giugno - Fulvio Sisti, sassofonista, cantante e pittore italiano († 1998)
- 15 giugno - Nicole Belloubet, giurista, funzionaria e politica francese
- 15 giugno - Heriberto Andrés Bodeant Fernández, vescovo cattolico uruguaiano
- 15 giugno - Ruggiero Cannito, allenatore di calcio e ex calciatore italiano
- 15 giugno - Stefano Cetica, sindacalista e politico italiano
- 15 giugno - Diane Desfor, ex tennista statunitense
- 15 giugno - Polly Draper, attrice, regista e drammaturga statunitense
- 15 giugno - Camilo Escalona, politico cileno
- 15 giugno - Amerigo Fontani, attore italiano
- 15 giugno - Raimundo Frómeta, calciatore cubano († 2024)
- 15 giugno - Robert Görl, compositore tedesco
- 15 giugno - Danica Guberinič, ex cestista jugoslava
- 15 giugno - Julie Hagerty, attrice statunitense
- 15 giugno - David A. Kennedy, giornalista statunitense († 1984)
- 15 giugno - Cindy Leadbetter, attrice e modella statunitense
- 15 giugno - Valerio Merola, conduttore televisivo e autore televisivo italiano
- 15 giugno - Andy Tennant, ballerino, regista e sceneggiatore statunitense
- 15 giugno - Thomas Wernersson, ex calciatore svedese
- 16 giugno - Paolo Becchi, filosofo e opinionista italiano
- 16 giugno - Cristina Miatello, soprano italiano
- 16 giugno - Anatolij Borisovič Čubajs, economista e politico russo
- 16 giugno - Alison Gopnik, psicologa statunitense
- 16 giugno - Laurie Metcalf, attrice statunitense
- 16 giugno - Ali Reza Arabnia, imprenditore iraniano
- 16 giugno - Tree Rollins, ex cestista, allenatore di pallacanestro e dirigente sportivo statunitense
- 16 giugno - Patrizio Sala, ex calciatore e allenatore di calcio italiano
- 16 giugno - Giuliana Salce, ex marciatrice italiana
- 16 giugno - Char, musicista giapponese
- 16 giugno - Artemij Troickij, giornalista, scrittore e critico musicale russo
- 17 giugno - Marcel Di Domenico, ex calciatore lussemburghese
- 17 giugno - Roland Freund, ex pallanuotista tedesco
- 17 giugno - Marie Henriksson, giocatrice di curling svedese
- 18 giugno - Sandy Allen, statunitense († 2008)
- 18 giugno - Michael DiLeonardo, mafioso statunitense
- 18 giugno - Manuela Gatti, attrice italiana
- 18 giugno - David Hamid, vescovo anglicano britannico
- 18 giugno - Leon Herbert, attore britannico
- 18 giugno - Mísia, cantante portoghese († 2024)
- 19 giugno - Alojzij Cvikl, arcivescovo cattolico sloveno
- 19 giugno - Chris Kachel, ex tennista australiano
- 19 giugno - Vladimir Myškin, ex hockeista su ghiaccio sovietico
- 19 giugno - Antonio Rebollo, ex arciere spagnolo
- 19 giugno - Mary Schapiro, politica e avvocato statunitense
- 20 giugno - António Amaral, allenatore di calcio e ex calciatore portoghese
- 20 giugno - Giovanni Battista Caruano, politico italiano
- 20 giugno - Nguyễn Hồng Hà, costumista vietnamita († 2012)
- 20 giugno - George Radanovich, politico statunitense
- 21 giugno - Gianfranco Bettin, politico e scrittore italiano
- 21 giugno - David Marshall Grant, attore, sceneggiatore e produttore televisivo statunitense
- 21 giugno - Michael Kühnen, politico tedesco († 1991)
- 21 giugno - Gwede Mantashe, politico e sindacalista sudafricano
- 21 giugno - Leigh McCloskey, attore e scrittore statunitense
- 21 giugno - Rachel McLish, attrice e ex culturista statunitense
- 21 giugno - Juan Carlos Orellana, calciatore cileno († 2022)
- 21 giugno - Michel Platini, ex calciatore, allenatore di calcio e dirigente sportivo francese
- 21 giugno - Jay Youngblood, wrestler statunitense († 1985)
- 21 giugno - Michelle Steel, politica statunitense
- 21 giugno - Earl Younger, attore britannico
- 22 giugno - Choi Kyoung-hwan, politico sudcoreano
- 22 giugno - Denis Mendoza, allenatore di calcio e ex calciatore italiano
- 22 giugno - Gian Carlo Muzzarelli, politico italiano
- 22 giugno - David Turnley, fotografo statunitense
- 22 giugno - Peter Turnley, fotografo statunitense
- 23 giugno - Debbie Boostrom, modella statunitense († 2008)
- 23 giugno - Glenn Danzig, cantante statunitense
- 23 giugno - Titti Di Salvo, sindacalista e politica italiana
- 23 giugno - Maggie Greenwald, regista cinematografica e produttrice cinematografica statunitense
- 23 giugno - Jean Tigana, dirigente sportivo, allenatore di calcio e ex calciatore maliano
- 24 giugno - Boudewijn de Geer, calciatore olandese († 2024)
- 24 giugno - Sherry Miller, attrice canadese
- 24 giugno - Parviz Parastui, attore iraniano
- 24 giugno - Reynaert, cantante belga († 2020)
- 25 giugno - Fortunato Calvino, sceneggiatore, regista teatrale e drammaturgo italiano
- 25 giugno - Robert Dwayne Gruss, vescovo cattolico statunitense
- 25 giugno - Glenn Hagan, ex cestista statunitense
- 25 giugno - Michael McShane, attore, cantante e doppiatore statunitense
- 25 giugno - Maurizia Paradiso, conduttrice televisiva e ex attrice pornografica italiana
- 25 giugno - Kurt Pinkall, ex calciatore tedesco
- 25 giugno - Pintinho, ex calciatore brasiliano
- 25 giugno - Alberto Rocchetti, tastierista e pianista italiano
- 25 giugno - Victor Manuel Vucetich, allenatore di calcio messicano
- 26 giugno - Joey Baron, batterista statunitense
- 26 giugno - Maxime Bossis, ex calciatore francese
- 26 giugno - Mervyn Day, allenatore di calcio e ex calciatore inglese
- 26 giugno - Patrick Desbois, presbitero francese
- 26 giugno - Mick Jones, chitarrista e cantante britannico
- 26 giugno - Michael Lederer, ex mezzofondista tedesco
- 26 giugno - Mohammad Mokhber, politico iraniano
- 26 giugno - Tom Platz, culturista statunitense
- 26 giugno - Fabrizia Pons, ex pilota di rally e copilota di rally italiana
- 26 giugno - Donna Stockton, ex tennista statunitense
- 26 giugno - Philippe Streiff, pilota automobilistico francese († 2022)
- 26 giugno - Carol Turney, ex cestista canadese
- 26 giugno - Gedde Watanabe, attore statunitense
- 27 giugno - Isabelle Adjani, attrice e cantante francese
- 27 giugno - Tor Brevik, ex calciatore norvegese
- 27 giugno - Alberto Felice De Toni, ingegnere e politico italiano
- 27 giugno - Doug Ose, politico statunitense
- 27 giugno - Michele Rayneri, pilota automobilistico italiano
- 28 giugno - Karl Fleschen, ex mezzofondista tedesco
- 28 giugno - Eric Gates, ex calciatore inglese
- 28 giugno - Steven Greer, ufologo statunitense
- 28 giugno - Thomas Hampson, baritono statunitense
- 28 giugno - Eberhard van der Laan, politico e avvocato olandese († 2017)
- 28 giugno - Vladimir Sachnov, fondista kazako
- 28 giugno - Virginia Vianello, scenografa italiana
- 28 giugno - Heribert Weber, allenatore di calcio e ex calciatore austriaco
- 28 giugno - Nikolaj Zimjatov, fondista russo
- 29 giugno - Silvano Bulgari, scultore italiano († 2023)
- 29 giugno - Giacomo Chinellato, allenatore di calcio e ex calciatore italiano
- 29 giugno - Katrin Haenselt, ex cestista tedesca
- 29 giugno - Catherine T. Hunt, chimica statunitense
- 29 giugno - Robert Kalina, disegnatore austriaco
- 29 giugno - Kim Duk Koo, pugile sudcoreano († 1982)
- 29 giugno - Fritz Kuhn, politico tedesco
- 29 giugno - Massimo Liofredi, dirigente d'azienda italiano
- 29 giugno - Marco Meriggi, storico e docente italiano
- 29 giugno - Charles Joseph Precourt, ex astronauta statunitense
- 29 giugno - Daniel Pyne, sceneggiatore statunitense
- 30 giugno - Simone Giusti, vescovo cattolico e architetto italiano
- 30 giugno - David Alan Grier, attore e doppiatore statunitense
- 30 giugno - Gilles Kepel, politologo e arabista francese
- 30 giugno - Egils Levits, giudice e politico lettone
- 30 giugno - Renate Vogel, ex nuotatrice tedesca orientale